# 멤피스 백반

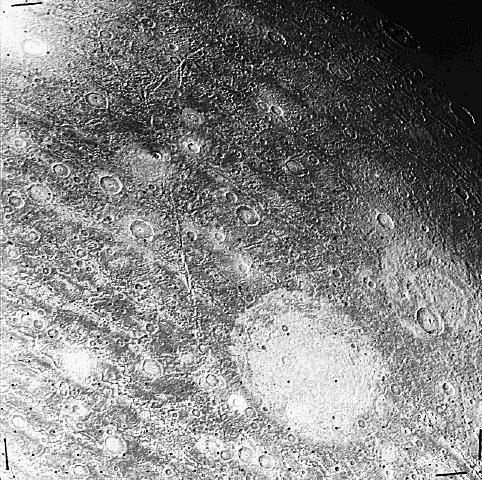
보이저 2호가 촬영한 가니메데의 멤피스 반점 사진(하단의 휜색 반점). 작고, 어두우며 견고한 니다바가 있으며 그 오른쪽에는 충돌구로 보이는 것이 있다.

멤피스 반점(Memphis Facula)은 목성에서 가장 큰 위성인 가니메데에 있는 펠름시스트 또는 "유령 충돌구"이다.
약 360km에 걸쳐있는 멤피스 반점은 갈릴레오 지역의 남서부에 위치하며, 가니메데 북동부에서 원형의 거의 어두운 지역에 위치해 있다. 오늘날에는 거의 표면에 남아있는 수준이지만, 이 반점은 엄청난 충격 이후 한번 벽이 무너지고 바닥이 평형으로 상승한 깊은 충돌구이며 진창으로 남아있는 지역은 부드럽게 되어 있다.
멤피스 반점과 같은 커다란 펠름시스트는 가니메데와 충돌시 얼음으로 이루어진 지각이 약 10km 두께로 충격구가 생겼으며, 충돌구가 형성된 이후 아래부에 진창과 유체가 생겼다는 이론이 제기되고 있다.

## 같이 보기
- 가니메데 도시